# Berdíxevo
Berdíxevo (en rus: Бердышево) és un poble del krai de Perm, a Rússia, que pertany al districte rural de Bolxessosnovski. El 2010 tenia 319 habitants.